# Dawa-partiet
Dawa-partiet, egentlig Det Islamiske Dawa-parti, (arabisk: حزب الدعوة الإسلامية ,Hizb al-Da'wa al-Islamiyya) er et irakisk politisk parti, der tidligere var en militant shiitisk islamisk gruppering. Sammen med Det Højeste Islamiske Råd indgår partiet i den shiitiske koalition, der gik frem ved valget i december 2005.
Partiet er ideologisk set shia-islamstisk og konservativt og blev grundlagt i 1958. Det blev tidligere ledet af Ibrahim al-Jaafari, der var premierminister i overgangsregeringen fra 2005 til 20. maj 2006. Det ledes i dag af den nuværende premierminister Nouri al-Maliki. 